# Susanne Nyström
Susanne Nyström (* 29. Dezember 1982 in Laisvall, Arjeplog, Norrbottens län) ist eine ehemalige schwedische Skilangläuferin.

## Werdegang
Nyström gelang es in den Jahren 2007 bis 2013 sechsmal beim Tjejvasan, einem Frauenrennen über 30 km, das in Verbindung mit dem Wasalauf veranstaltet wird, zu gewinnen. Nur 2011 lief sie beim Tjejvasan auf den zweiten Platz. Im Jahr 2010 gelang es ihr sogar zusätzlich beim Wasalauf über 90 km den Sieg davonzutragen.
Siegreich war sie ebenfalls beim Engadin Skimarathon (2010), Transjurassienne (2010), Marcialonga (2012), König-Ludwig-Lauf (2012) und Tartu Maraton (2012).
In der Gesamtwertung des FIS Skilanglauf-Marathon-Cups belegte sie in den Saisons 2009/2010 und 2010/11 den zweiten Platz. In der Wertung von Ski Classics erreichte sie 2011 den dritten und 2012 den zweiten Platz.

## Erfolge

### Siege bei Worldloppet-Cup-Rennen
Anmerkung: Vor der Saison 2015/16 hieß der Worldloppet Cup noch Marathon Cup.
| Nr. | Datum            | Ort                          | Rennen              | Disziplin                     |
| --- | ---------------- | ---------------------------- | ------------------- | ----------------------------- |
| 1.  | 14. Februar 2010 | Lamoura                      | Transjurassienne    | 54 km Freistil Massenstart    |
| 2.  | 7. März 2010     | Sälen–Mora                   | Wasalauf            | 90 km klassisch Massenstart   |
| 3.  | 14. März 2010    | Maloja–S-chanf               | Engadin Skimarathon | 42 km Freistil Massenstart    |
| 4.  | 29. Januar 2012  | Val di Fiemme / Val di Fassa | Marcialonga         | 70 km klassisch Massenstart 1 |
| 5.  | 5. Februar 2012  | Oberammergau                 | König-Ludwig-Lauf   | 50 km klassisch Massenstart 1 |
| 6.  | 19. Februar 2012 | Otepää                       | Tartu Maraton       | 63 km klassisch Massenstart 1 |

### Siege bei Ski-Classics-Rennen
| Nr. | Datum            | Ort                          | Rennen            | Disziplin                     |
| --- | ---------------- | ---------------------------- | ----------------- | ----------------------------- |
| 1.  | 29. Januar 2012  | Val di Fiemme / Val di Fassa | Marcialonga       | 70 km klassisch Massenstart 2 |
| 2.  | 5. Februar 2012  | Oberammergau                 | König-Ludwig-Lauf | 50 km klassisch Massenstart 2 |
| 3.  | 19. Februar 2012 | Otepää                       | Tartu Maraton     | 63 km klassisch Massenstart 2 |

### Sonstige Siege bei Skimarathon-Rennen
- 2007 Tjejvasan, 30 km klassisch
- 2008 Tjejvasan, 30 km klassisch
- 2009 Tjejvasan, 30 km klassisch
- 2010 Tjejvasan, 30 km klassisch
- 2012 Tjejvasan, 30 km klassisch
- 2013 Tjejvasan, 30 km klassisch

### Siege bei Continental-Cup-Rennen
| Nr. | Datum            | Ort  | Disziplin                   | Serie            |
| --- | ---------------- | ---- | --------------------------- | ---------------- |
| 1.  | 24. Februar 2007 | Mora | 30 km klassisch Massenstart | Scandinavian Cup |